# Xavier-Laurent Petit
Xavier-Laurent Petit (* 1956 in Bologne, Frankreich) ist ein französischer Kinder- und Jugendbuchautor.

## Leben
Petit studierte Philosophie, wurde Lehrer und wandte sich letztendlich der Literatur zu. Er ist verheiratet, hat vier Kinder und lebt in der Nähe von Dijon in Burgund.

## Preise und Auszeichnungen
- 1996: Prix Sorcières in der Kategorie Erste Leser für Colorbelle-ébène
- 1998: Prix Goya découverte für Le Monde d'en haut
- 2000: Prix de l’Assemblée Nationale für Fils de guerre
- 2001: Prix du roman historique jeunesse für dasselbe Buch
- 2001: Prix du roman policier jeunesse für L'Homme du jardin
- 2003: Prix Saint-Exupéry für 153 jours en hiver
- 2003: Prix Senectude|Prix Chronos Suisse für dasselbe Buch
- 2007: Prix NRP de littérature jeunesse für Be safe
- 2007: Prix des lycéens allemands für Mæstro
- 2008: Prix Jacaranda für Mæstro
- 2017: Prix Sorcières 2017 catégorie Romans Ados für Le fils de l'Ursari
- 2017: Grand Prix de la Société des Gens de lettres du livre jeunesse 2017 für Le fils de l'Ursari[1]
- 2018: Prix des lycéens allemands für Le fils de l’Ursari

## Werke
- Colorbelle-ébène. L’Ecole des loisirs, Paris 1996.
- L'Oasis. L’École des loisirs, Reihe Médium, Paris 1997.
  - Die Oase. Eine Geschichte aus Algerien,  übersetzt von Maja von Vogel. Beltz und Gelberg, Landsberg 1998, ISBN 3-407-78789-8.
- Le Monde d’en haut. Casterman, Reihe 10 & plus, Paris 1998.
- Fils de guerre. L’École des loisirs, Paris 1999.
- L’Homme du jardin. L’École des loisirs, Paris 2001
- 153 jours en hiver. Flammarion, Reihe Castor-Poche, Paris 2002.
  - Steppenwind und Adlerflügel. Winterabenteuer in der Mongolei, übersetzt von Anja Malich. dtv, München 2009, ISBN 978-3-423-71393-1.
- Le Col des Mille Larmes. Flammarion, Paris 2004. ISBN 2-211-07767-6.
  - Wolfsgeheul und Spurensuche, übersetzt von Anja Malich. Dressler, Hamburg 2008, ISBN 978-3-7915-1606-6.
- Mæstro. L’École des loisirs, Reihe Médium, Paris 2005.
- Charlemagne: Homme d’état, chef de guerre, roi des Francs, des Lombards et fondateur de l’Europe. École des Loisirs, Paris 2005, ISBN 2-211-07767-6.
- Be safe. L’École des loisirs, Reihe Médium, Paris 2007.
- La Route du nord. 2008.
  - Sonnenglut und Wüstenpferd, übersetzt von Anja Malich. Dressler, Hamburg 2010, ISBN 978-3-7915-1609-7.
- Mon petit cœur imbécile. L’École des loisirs, Paris 2009 
  - Mein kleines dummes Herz, illustriert von Eva Schöffmann und Bernadette Ott. Dressler, Hamburg 2014, ISBN 978-3-7915-1614-1.
- Ma Tête à moi. L’École des loisirs, Paris 2011, ISBN 978-2-2112-0725-6.
  - Nicht ganz der Papa, illustriert von Gabriel Gay, übersetzt von Anne Brauner. Überreuter, Berlin/Wien 2013, ISBN 978-3-7641-5004-4.[2]
- Itawapa. L’École des loisirs, Paris 2013, ISBN 978-2-2112-1123-9.
- Le fils de l'Ursari. L’École des loisirs, Paris 2016, ISBN 978-2-2112-3007-0.